# イザムバード・キングダム・ブルネル
イザムバード・キングダム・ブルネル（Isambard Kingdom Brunel [ˈɪzəmˌbɑːd bruːˈnɛl]、1806年4月9日 -  1859年9月15日）はイギリスのエンジニアである。グレート・ウェスタン鉄道の施設や車両を設計した技術者で、また当時としては大型の蒸気船を製作した。名のイザムバードをアイザムバードと読むこともある。また姓のブルネルをブリューネルと表記することがあるが、英語読みではブルーネルとなる。
2002年、BBCが行った「100名の最も偉大な英国人」投票で第2位となった。
有名な技術者サー・マーク・イザムバード・ブルネルの息子で、イギリスのポーツマスに生まれ、フランスで教育を受けた。20歳で父親のテムズ川のトンネル工事に技師として加わったが2年後出水事故で負傷したためその仕事から離れた。1833年にロンドンとブリストルを繋ぐグレート・ウェスタン鉄道の技師となり、橋梁、トンネル、駅舎を設計し、監督した。グレート・ウェスタン鉄道は安定性と乗客の乗り心地の改善のために2140 mmの広軌を採用した。優秀なデザインの鉄道車両や鉄道施設などに贈呈されるブルネル賞は彼に由来する。1830年王立協会フェロー選出。

## 真空チューブ列車

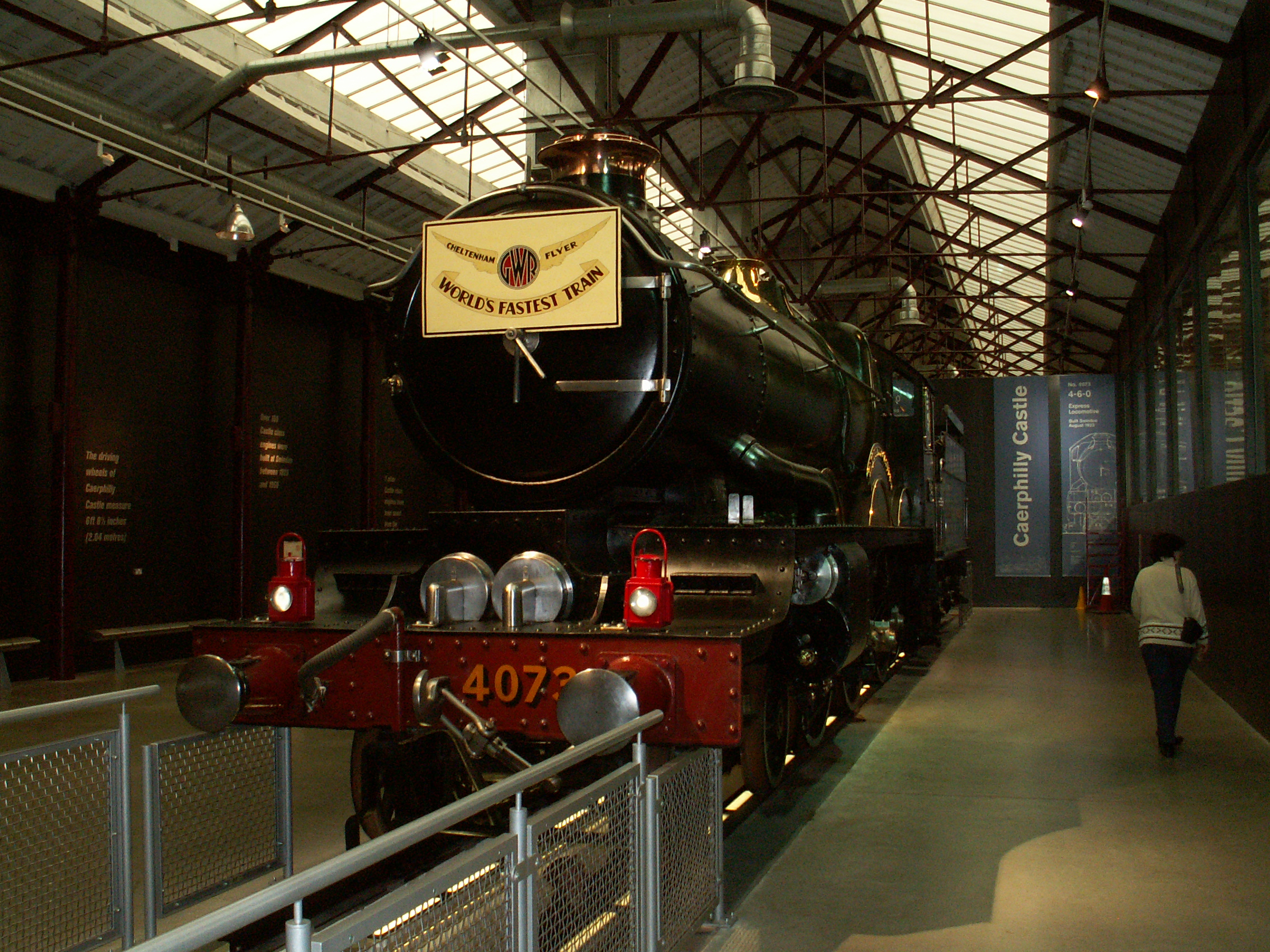
GWR "Caerphilly Castle"

イザムバードは、管を設置して管の中を外部の機関で排気して真空（低圧）とし、列車の後方からの空気で駆動するいわゆる真空チューブ列車に挑戦した。1847年から試験を行い、1848年の2月から9月まで運行された。シール（気密）その他の問題や、通常の蒸気機関の3倍近い費用など、不成功とされている。

## 大西洋横断汽船の建造

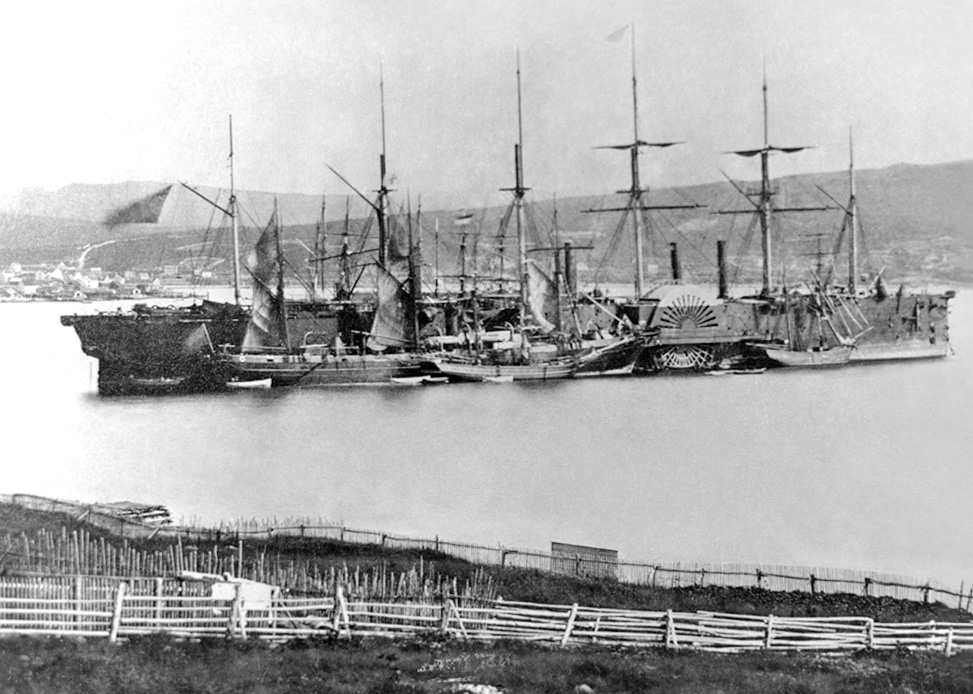
グレート・イースタン号、1866年7月

イザムバードは大西洋横断のために、1837年に当時世界最大の蒸気船「グレート・ウェスタン」（1319トン）、1843年に鋼製の船体の蒸気船「グレート・ブリテン」（3443トン）を建造した。そして1852年にはさらに巨大な「グレート・イースタン」（22500トン）を建造した。「グレート・イースタン」は造船開始時から事故や会社倒産などの不運に見舞われた。造船後は大西洋航路へ就航したものの、速度の問題や処女航海時に事故で機関士が6人死亡したなどの事故などが発生し、結果的に客船としては失敗に終わり、海底ケーブルの敷設船として使われた。しかし結果として19世紀半ばにおける大西洋横断電信ケーブル敷設に多大な功績をもたらしたとして特殊船の歴史上特筆される存在となっている。
ただし、同船の試運転中の事故を聞いた病床のブルネルは、そのまま死亡してしまったため、同船のその後の活躍や辿る運命については知ることはなかった。

## その他
- クリミア戦争中、妹の婿であり、戦地で看護婦ナイチンゲールとともに働いていた戦争省次官（英語版）のBenjamin Hawes（英語版）からの依頼で、木造プレハブ工法の病院レンキオイ病院（英語版）を5か月で建築した。設計図は、ナイチンゲール博物館（英語版）に展示されている[4]。
- ロンドン地下鉄・テムズトンネルの工事基地跡に記念館「ブルネル・エンジン・ハウス」がある。
- ブリストル大学では彼の図面やスケッチなどを所蔵している。
- 2006年には生誕200周年を記念した2ポンド硬貨がイギリスで発行された。
- 2012年ロンドンオリンピックの開会式では、第１部の演目の狂言回しをケネス・ブラナーが演じるブルネルが務めている。